# Herbert Morris
Herbert Roger Morris (16 de julho de 1915 – 22 de julho de 2009) foi um remador norte-americano que ganhou o ouro olímpico nos Jogos Olímpicos de Verão de 1936.
Criado no bairro de Fremont, em Seattle, Morris remou em Puget Sound quando menino e começou a praticar remo na Universidade de Washington. Ele remou no time universitário sênior da UW, que ganhou títulos nacionais da Intercollegiate Rowing Association em 1936 e 1937. Nos Jogos Olímpicos de Verão de 1936, ele ganhou a medalha de ouro no remo na proa do barco americano na competição masculina de 8.
Morris era formado em engenharia mecânica. Em sua carreira profissional trabalhou em projetos de dragagem de grande escala na região de Seattle. Ele morreu em 22 de julho de 2009, como o último membro remanescente da equipe de remo.